# Mujiayingzi (ort)
Mujiayingzi är en ort i Kina. Den ligger i den autonoma regionen Inre Mongoliet, i den norra delen av landet, omkring 610 kilometer öster om regionhuvudstaden Hohhot. Antalet invånare är 60 627.
Runt Mujiayingzi är det ganska tätbefolkat, med 104 invånare per kvadratkilometer. Det finns inga andra samhällen i närheten. Trakten runt Mujiayingzi består till största delen av jordbruksmark.
Genomsnittlig årsnederbörd är 567 millimeter. Den regnigaste månaden är juni, med i genomsnitt 159 mm nederbörd, och den torraste är januari, med 4 mm nederbörd.